# Ватра (Румунія)
Ватра (рум. Vatra) — село у повіті Телеорман в Румунії. Входить до складу комуни Троянул.
Село розташоване на відстані 98 км на південний захід від Бухареста, 27 км на захід від Александрії, 100 км на схід від Крайови.

## Населення
За даними перепису населення 2002 року у селі проживали 284 особи, усі — румуни. Усі жителі села рідною мовою назвали румунську.